# کوین بریسلین
کوین بریسلین (انگلیسی: Kevin Brislin؛ زادهٔ ۲۶ نوامبر ۱۹۴۲) دوچرخه‌سوار اهل استرالیا است. وی در بازی‌های المپیک تابستانی ۱۹۶۴ شرکت کرده است.